# Jacques Carpentier de Marigny
Pour les articles homonymes, voir Marigny.
Jacques Carpentier de Marigny, est un poète et pamphlétaire français du XVIIe siècle né à Chevenon le 4 octobre 1615, baptisé le même jour en l'église Saint-Jean, avec comme parrain son oncle Jacques Carpentier, procureur au bailliage de Saint-Pierre-le Moutiers et sa tante Barbe Roux, et mort à Paris en 1670.

## Biographie
Homme cultivé, et peu soucieux d'être un jour à la tête des forges familiales, il adopta l’état ecclésiastique qui convenait fort peu à ses goûts mondains mais lui permit d’obtenir quelques bénéfices et de vivre en épicurien. Ami d’Adam Billaut, débauché et plein d’esprit, sa vie fut parfois dangereuse.  Grâce à l'appui de Louise-Marie de Gonzague, fille du duc Charles I de Nevers et future reine de Pologne, et de Bussy-Rabutin, il est introduit partout à Paris.  Appelé par la reine Christine de Suède en 1645, qui a été séduite par son esprit, il deviendra son chambellan à Stockholm.  De retour en France, il est nommé dès 1646 successivement maître d'hôtel et gentilhomme de la Chambre du Roi, le jeune Louis XIV.
Dévoué au cardinal de Retz à partir de 1648, puis en 1649 au Prince de Condé, il fut mêlé à toutes les intrigues de la Fronde dont il devint un des principaux chansonnier.  Puis il séduira Charles II Stuart, le souverain anglais en exil, qui le fera Chevalier-Baronet d'Angleterre en 1658, à Bruxelles où Marigny a suivi Condé en son exil.
Aussitôt M. le Prince rentré en grâce, en 1659, Marigny le suit en France et reparaît sans vergogne à la Cour où Louis XIV lui garde si peu rancune qu'il lui fait retrouver bientôt fonctions et prébendes.  Jacques Carpentier de Marigny fut également le prieur de Cessy-les-Bois, Saint-Malo-en-Donziois, Coche et Vielmanay, dans la Nièvre, de 1651 à 1670. Il demeurait néanmoins à Paris rue des Francs-Bourgeois.
Jacques Carpentier de Marigny serait décédé en 1670.

## Œuvre
Marigny est l’auteur de triolets, de ballades, de stances et surtout de mazarinades. Ses vers, faciles et piquants, comptent des meilleurs qu’ait produits l’esprit de la Fronde.
Marigny n’exerça pas seulement sa verve satirique contre le cardinal Mazarin ; il chansonna également les chefs du parti opposé. C’est de lui que sont ces vers à la gloire ironique de l’abbé de Gondi, harangueur central de la fronde, puis devenu ensuite cardinal de Retz : 
Monsieur notre coadjuteur
Vend sa crosse pour une fronde ;
II est vaillant et bon pasteur,
Monsieur notre coadjuteur !
Sachant qu’autrefois un frondeur
Devint le plus grand roi du monde,
Monsieur notre coadjuteur
Vend sa crosse pour une fronde.
- Les Triolets du temps selon les visions d'un petit fils du grand Nostradamus fait pour la consolation des bons Français et dédiés au Parlement[3], Paris, 1649
- Archives curieuses de l'histoire de France.... 2e série. Tome 8e - 1839 - dont Relation véritable du combat du fauxbourg saint-Anthoine, juillet 1652 [par J. C. de Marigny]
- Tarif du prix dont on est convenu dans une assemblée de Notables, tenuë en presence de Messieurs les Princes, pour recompenser ceux qui délivreront la France du Mazarin, qui a esté justement condammé par Arrest du Parlement., 1652
- Lettres de Monsieur de Marigny[4] -  Paris,1658
- Tuer n'est pas assassiner, de Edward Sexby, vers 1658, traduit de l'anglais par Carpentier de Marigny, réédité et commenté par Guy Debord, Champ Libre, Paris, 1980.
- Relation des divertissemens que le Roy a donné aux Reines dans le parc de Versailles. Ecrite à un gentil-homme qui est présentement hors de France[5] - Paris, 1664
- Le pain bénit de Monsieur l'Abbé de Marigny lire en ligne sur Gallica, Paris, 1673
- Les œuvres en vers et en prose de Monsieur de Marigny, Paris, 1674 lire en ligne sur Gallica
- Les chansons libertines de Claude de Chouvigny, baron de Blot l'Église (1605-1655) / précédées d'une notice et suivies de couplets de ses amis Ch. de Besançon, Condé, Cyrano de Bergerac, Hotman, Carpentier de Marigny , Patris, le chevalier de Rivière - 1919 lire en ligne sur Gallica
- Recueil de chansons, épigrammes, satires, épitaphes, sur les personnages et sur les événements des règnes de Louis XIV et Louis XV. I. - 1501-1800 dont « Satire contre l'oratoire de St-Paul par Mr l'abbé de Marigny » (fol.150) lire en ligne sur Gallica

## Famille
Son père est Jean Carpentier, seigneur de Ratilly et de Marigny, maître de forges à Ratilly et bientôt aussi aux Pavillons par acquisition, échevin de Nevers et bien en cours auprès de Charles de Gonzague, duc de Nevers.  Sa mère est Anne Roux, dame de Marigny, paroisse de Jaugenay (actuellement commune de Chevenon dans la Nièvre), dont Jacques héritera en partie, en 1523, et dont il portera le nom dès l'adolescence.
Marigny a un jeune frère, François Carpentier, qui deviendra seigneur de Changy et deux sœurs.